# BBC Surrey
BBC Surrey – brytyjska stacja radiowa należąca do publicznego nadawcy BBC i pełniąca w jego sieci rolę stacji lokalnej dla hrabstwa Surrey, a także wybranych miejscowości w hrabstwach Hampshire i Sussex. Jest dostępna w analogowym przekazie naziemnym na falach ultrakrótkich (FM) i średnich (AM), a także w Internecie. 
Rozgłośnia została uruchomiona 14 listopada 1991 pod nazwą BBC Radio Surrey, a w 1994 została przemianowana na BBC Southern Counties Radio (Radio Południowych Hrabstw). Obecną nazwę uzyskała 30 marca 2009. Siedzibą stacji jest ośrodek BBC w Guildford. Oprócz audycji własnych stacja transmituje również programy przygotowywane wspólnie z siostrzaną rozgłośnią BBC Sussex, jak również programy innych stacji lokalnych BBC i ogólnokrajowego BBC Radio 5 Live. 